# 아브 하비즈 바스타니
아브 하비즈 바스타니(페르시아어: آب هویج بستنی)는 이란의 빙과이다. 이란식 아이스크림인 바스타니를 당근 주스에 얹은 플로트이며, 바닐라 아이스크림 등을 대신 쓰기도 한다.

## 이름
페르시아어 "아브 하비즈 바스타니(آب هویج بستنی)"는 "물, 즙, 주스"를 뜻하는 "아브(آب)", "당근"을 뜻하는 "하비즈(هویج)", "아이스크림"을 뜻하는 "바스타니(بستنی)"로 이루어진 말로, "아이스크림 당근 주스"라는 뜻이다.